# Konárovice
Konárovice är en ort i Tjeckien.   Den ligger i regionen Mellersta Böhmen, i den centrala delen av landet, 60 km öster om huvudstaden Prag. Konárovice ligger 241 meter över havet och antalet invånare är 664.
Terrängen runt Konárovice är platt. Runt Konárovice är det ganska tätbefolkat, med 134 invånare per kvadratkilometer. Närmaste större samhälle är Kolín, 6,1 km väster om Konárovice. Trakten runt Konárovice består till största delen av jordbruksmark.